# Smok Dexter
Smok Dexter (hol. Als je begrijpt wat ik bedoel, ang. The Dragon That Wasn't (Or Was He?)) – holenderski film animowany z 1983 roku oparty na podstawie książki komiksowej Martena Toondera. Jest to pierwszy holenderski pełnometrażowy film animowany. 

## Wersja polska

### Wersja VHS
W Polsce film został wydany na kasetach VHS. Wersja wydana na VHS z angielskim dubbingiem i polskim lektorem. Istnieją dwie wersje lektorskie VHS: pierwsza z końca lat 80. wydana przez ITI Home Video i druga wydana przez Cass Film w 1997 roku.

#### Wersja z 1989 roku
Wersja polska: ITI Home Video

Tekst: Elżbieta Kowalska

Czytał: Andrzej Matul

#### Wersja z 1997 roku
Dystrybucja na terenie Polski: Cass Film

Tekst: Karolina Bober

Czytał: Lucjan Szołajski